# Głowica rektyfikacyjna

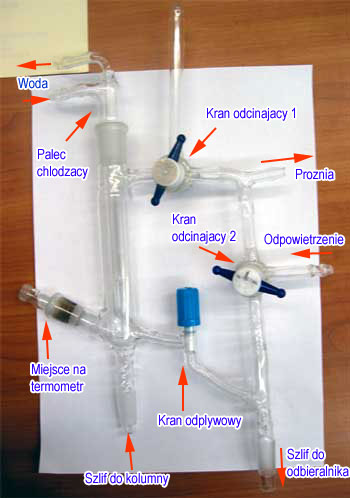
Głowica rektyfikacyjna wykonana przez warsztat szklarski w CBMiM PAN

Głowica rektyfikacyjna – sprzęt laboratoryjny będący częścią aparatury do rektyfikacji lub destylacji. Spełnia on tę samą rolę, co zwykła nasadka destylacyjna i łącznik destylacyjny, tyle że umożliwia kontrolowanie tempa wypływu destylowanej cieczy z aparatury destylacyjnej. Część skroplonej cieczy jest bowiem zawracana do układu, a część jest kierowana do odbieralnika. Głowica rektyfikacyjna umożliwia też zwykle prostą wymianę odbieralników w trakcie destylacji pod zmniejszonym ciśnieniem bez konieczności jej przerywania, czy stosowania krówki destylacyjnej.
Istnieje wiele typów konstrukcji głowic, wszystkie one działają jednak według jednej ogólnej zasady. Głowicę przyłącza się połączeniem szlifowym na szczycie kolumny rektyfikacyjnej lub podłącza się ją bezpośrednio do kolby z destylowaną substancją. Do drugiego szlifu przyłącza się odbieralnik.
Bezpośrednio nad miejscem przyłączenia kolumny znajduje się najpierw miejsce na termometr a następnie chłodnica w kształcie palca z charakterystyczną "łezką" na samym końcu, która jest skierowana w stronę rurki odpływowej. Dzięki tej "łezce" skroplona ciecz spływa najpierw do rurki, a nie do kolumny. Skroplona ciecz może być jednak zawracana do kolumny poprzez zamykanie kranu odpływowego, którym jest przedzielona rurka odpływowa. Kran ten umożliwia regulację proporcji objętości cieczy wędrującej do odbieralnika i zawracanej do układu.
Nad szlifem odbieralnika rozpoczyna się układ wyrównywania ciśnienia. Składa się on z dwóch kranów (z których jeden musi być trójdrożny), dwóch oliwek i rurki która łączy odbieralnik z górną częścią chłodnicy palcowej. W trakcie trwania destylacji próżniowej, kran odcinający 1 jest otwarty zaś kran odcinający 2 ustawia się w pozycji "połączenie góry z dołem". W momencie zmiany odbieralnika kran odcinający 1 na chwilę się zamyka, zaś kran odcinający 2 ustawia się w pozycji "połączenie dołu z odpowietrzeniem".
Gdy destylacja jest przeprowadzana pod normalnym ciśnieniem, kran odcinający 1 jest otwarty cały czas, zaś kran odcinający 2 ustawia się w pozycji "wszystkie trzy otwory połączone razem".
Oprócz głowic regulowanych ręcznie istnieją też głowice regulowane automatycznie. W głowicach tych występują zawory iglicowe, którymi steruje się elektrycznie za pomocą odpowiedniego panelu sterującego. Głowice automatyczne są często zintegrowane w jeden element z kolumnami i umożliwiają one bardzo precyzyjną kontrolę szybkości odbioru destylowanej cieczy.